# Nandini Mitra

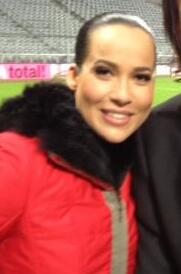
Nandini Mitra, 2012

Nandini Mitra (* 25. Februar 1975 in Hamburg) ist eine deutsche Fernsehmoderatorin.

## Leben
Mitras Vater stammt aus Indien. Nandini Mitra ist die Tochter eines indischen Textilkaufmanns und einer deutschen Oberstudienrätin. Sie wuchs in Alveslohe bei Hamburg auf. Sie sang im Kinderchor von Rolf Zuckowski, nahm an Tanzturnieren teil und tanzte Ballett. Bei Jil Sander schloss sie 1995 eine Ausbildung zur Damenschneiderin ab. Sie absolvierte eine Ausbildung an der Stage School Hamburg.

## Karriere
1997 gewann sie ein Casting des TV-Senders MTV. In den folgenden Jahren moderierte sie die Sendungen Summer Special Beach House, 50:1, In Touch, Fashion Zone und die Live-Show Select MTV. 1999 übernahm sie für drei Monate eine Gastrolle als Krankenschwester in der Seifenoper Gute Zeiten, schlechte Zeiten. Ab 2000 moderierte sie auf VOX das Format Fit For Fun TV. Darüber hinaus moderiert sie regelmäßig Galas und andere Veranstaltungen außerhalb des Fernsehens.
Im Juli 2002 war sie auf dem Cover der deutschen Playboy-Ausgabe zu sehen.
Mitra war neben Wladimir und Vitali Klitschko, Uwe Seeler sowie Johannes B. Kerner Werbeträgerin bei der Hamburger Bewerbung für die Olympischen Sommerspiele 2012 (Motto: „Feuer und Flamme“).
Sie engagiert sich für karitative Einrichtungen, z. B. das Altonaer Kinderkrankenhaus und das Harburger Jugendzentrum „Löwenhaus“. Im Herbst 2008 stand Nandini Mitra mit dem Fernsehkoch Alexander Herrmann als Pilates-Expertin für die Aktion „Der Gesunde Tag“ der Allianz zur Verfügung. Im Mai 2009 übernahm Nandini Mitra die Patenschaft des Elefantenbabys Shahrukh in Hamburg.
Seit November 2012 moderiert Mitra zusammen mit Christian Ziege für den Sportsender Eurosport 2 die Spiele der deutschen Bundesliga. Im April 2014 moderierte sie mit Christian Clerici die Gala der Vienna Awards for Fashion and Lifestyle in Wien. Im Juli 2014 gewann sie unter der Jury der MS Europa – bestehend aus Kapitän Olaf Hartmann und Literaturkritiker Hellmuth Karasek – den Poetry Award 2014.
Seit Juli 2014 ist sie als Moderatorin für das 5 Sterne Team tätig. 2017 veröffentlichte Mitra das DIY-Buch „Nähen für deinen großen Auftritt“.
Nachdem sie bereits 2016 Produkte auf QVC bewarb, kehrte sie im Jahr 2018 zum Teleshoppingsender zurück.

## Fernsehen
- 1997–2001: Summer Special Beach House, MTV
- 1998/99: Select MTV, MTV
- 1999: Gute Zeiten, schlechte Zeiten, RTL
- 1999/2001: MTV Europe Music Awards, MTV
- 1999/2001: Fashion Zone, MTV
- 2001–2006: Fit For Fun TV, VOX
- 2005: Wok-WM, ProSieben
- 2006: Ochsenrennen, ProSieben
- 2007–2009: Fit For Fun TV, Premiere
- 2009: Model für einen Tag, RTL
- 2010: 101 Wege aus der härtesten Show der Welt, RTL
- 2011: Das perfekte Promi-Dinner, VOX[20]
- seit 2012: Bundesliga, Eurosport 2, sonnenklar TV
- seit 2018 Moderatorin bei QVC Teleshopping

## Hörbuch
In der Vertonung der Heftroman-Serie Macabros spricht Mitra seit 2006 die Figur „Carminia Brado“. Bisher sind mit ihrer Sprechrolle folgende Hörspiele erschienen:
- 2006: Der Monstermacher
- 2007: Die Schreckensgöttin
- 2008: Der Fluch der Druiden
- 2008: Die Attacke der Untoten
- 2012: Der Horror-Trip